# Трансграфіка
Трансгра́фіка — система або принцип написання національних текстів за допомогою мішаної системи абетки іншої мови (переважно латиною) та спеціальних символів і знаків.
Термін було сформульовано завідувачкою кафедри Прикладної лінґвістики Одеського національного університету ім. І. І. Мечникова професоркою, доктором філологічних наук Н. В. Бардіною та розвинуто у своїх роботах В. В. Ярошинським у 2002-2004 роках.
На відміну від транслітерації, яка має бути внормованою (стандартизованою) та діяти виключно на сеґментному рівні літер, трансграфіка може мати авторський стиль та «працює» вже на більш високому сеґментному рівні — на рівні текстів, а точніше контекстів — таких уривків тексту, що включають обрану для аналізу одиницю, є необхідними і достатніми для визначення значення цієї одиниці, а також є несуперечливими щодо загального сенсу даного тексту.
Транслітерований напис можна читати лише за умови знання відповідностей символів, якими його написано, із літерами своєї абетки, якою було написано похідний текст. Дещо схоже маємо й у трансграфованому тексті: «читати» його можна за умов «самопрограмування» особою себе на розуміння контексту та подібності креслення, форми символів, якими трансграфовано (латиною, поліграфами чи псевдолітерами), до оригінального написання літер власної абетки.
Наприклад, російську фразу «ты больше собака, чем я!» можна передати такою трансграфічною фразою: Tbl > @, 4EM R!
Інші приклади:
| Текст                          | Трансграфований текст              |
| ------------------------------ | ---------------------------------- |
| Одеський коровай               | Oqecbkuú KopoBaú                   |
| “Война и мир” Толстого         | "BoúHa u Mup" ToJIcmoro            |
| всё хорошо, прекрасная маркиза | Bce" xopowo npekpacHaR Mapku3a     |
| гори-гори, моя звезда          | ropu-ropu MoR 3Be3qa               |
| Кто виноват и что делать?      | Kmo BuHoBam u 4mo qeJIamb?         |
| Былое и думы                   | 6blJIoe u qyMbl                    |
| желаем счастья и всего доброго | >I<e/IaeM 3qopoBbR u Bcero qo6poro |
| бажаємо вам щастя та любові    | 6a*a€Mo BaM LLLacmR ma /Lio6oBi    |
| ёжик в тумане                  | ë)I(uk B TyMaHe                    |
| фокус-покус                    | <I>okyc-nokyc                      |

| Кирилиця (збірна) | Транслітерація (без діакритичних знаків) | Транслітерація (без діакритичних знаків) | Трансграфіка    | Трансграфіка   | Трансграфіка         | Трансграфіка                    |
| Кирилиця (збірна) | російська                                | українська                               | Класична латина | Грецька абетка | Європейська латиниця | Нелітерні графеми, псевдолітери |
| ----------------- | ---------------------------------------- | ---------------------------------------- | --------------- | -------------- | -------------------- | ------------------------------- |
| А а               | A a                                      | A a                                      | A а V           | Α α Λ          | —                    | J-I /-\                         |
| Б б               | B b                                      | B b                                      | —               | δ σ            | —                    | 6                               |
| В в               | V v                                      | W w V v                                  | B               | Β β            | ß                    | ]3 І3 8                         |
| Г г               | G g                                      | H h                                      | r               | Γ              | —                    | 7                               |
| Ґ ґ               | —                                        | G g                                      | r               | Γ              | —                    | r‘ 7                            |
| Д д               | D d                                      | D d                                      | D q             | Δ              | —                    | I>                              |
| Е е               | E e je                                   | E e                                      | E e             | Ε Σ            | —                    | —                               |
| Є є               | —                                        | Je je ‘e                                 | E               | ε              | —                    | €                               |
| Ё ё               | Ee o ‘o jo yo                            | —                                        | E e             | Ε Σ            | É é Ë ë              | E” e”                           |
| Ж ж               | Zh zh                                    | Zh zh                                    | —               | —              | —                    | * >I< )-\|-(                    |
| З з               | Z z                                      | Z z                                      | —               | Σ              | —                    | 3                               |
| И и               | I i ji                                   | Y y                                      | u N             | υ              | —                    | I/I V\ ]/[                      |
| І і               | —                                        | I i                                      | I і             | Ι ι            | —                    | ! 1                             |
| Ї ї               | —                                        | Ji ji                                    | —               | Ϊ ϊ            | Ï ï                  | I” і” i’                        |
| Й й               | J j                                      | J j                                      | —               | ύ              | Ǔ ǔ Ú ú              | u’                              |
| К к               | K k                                      | K k                                      | K k             | Κ κ            | —                    | I<                              |
| Л л               | L l                                      | L l                                      | V v n           | Λ λ            | —                    | JI /I /L /\                     |
| М м               | M m                                      | M m                                      | M               | Μ              | —                    | IVI ]V[                         |
| Н н               | N n                                      | N n                                      | H               | Η              | —                    | I-I ]-[                         |
| О о               | O o                                      | O o                                      | O o             | Ο ο            | —                    | 0 [] ()                         |
| П п               | P p                                      | P p                                      | n               | Π π η          | —                    | ]^[ I^I                         |
| Р р               | R r                                      | R r                                      | P p             | Ρ ρ            | —                    | —                               |
| С с               | S s                                      | S s                                      | C c             | ς              | —                    | —                               |
| Т т               | T t                                      | T t                                      | T m             | Τ τ            | —                    | —                               |
| У у               | U u                                      | U u                                      | Y y V v         | Υ γ            | —                    | —                               |
| Ф ф               | F f                                      | F f                                      | —               | Φ φ            | —                    | =I= <I> 0I0                     |
| Х х               | Kh kh X x H h                            | Kh kh                                    | X x             | Χ χ            | —                    | >< )(                           |
| Ц ц               | Ts ts C c                                | Tz tz C c                                | —               | —              | —                    | LL LI,                          |
| Ч ч               | Ch ch                                    | Ch ch                                    | h               | —              | —                    | 4                               |
| Ш ш               | Sh sh                                    | Sh sh                                    | W w             | ω              | —                    | LLI !!!                         |
| Щ щ               | Shch shch                                | Shch shch                                | W w             | Ψ ψ            | —                    | W, w, LLL                       |
| Ъ ъ               | - »                                      | —                                        | b               | —              | —                    | ‘b                              |
| Ы ы               | Y y                                      | —                                        | —               | —              | —                    | bI 61 w                         |
| Ь ь               | ‘ -                                      | ‘ j                                      | b               | —              | —                    | —                               |
| Э э               | E e                                      | —                                        | E               | ΞI             | —                    | €                               |
| Ю ю               | Ju ju ‘u Yu yu                           | Ju ju ‘u                                 | —               | ΙΟ ιο          | —                    | IO io )0                        |
| Я я               | Ja ja ‘a Ya ya                           | Ja ja ‘a                                 | R               | —              | —                    | —                               |